# 格罗布瓦
格罗布瓦（法語：Grosbois，法語發音：[ɡʁobwa]）是法国杜省的一个市镇，属于贝桑松区。

## 地理
格罗布瓦（47°20'38"N, 6°18'23"E）面积2.96 平方千米，位于法国勃艮第-弗朗什-孔泰大區杜省，该省份为法国东部内陆省份，北起上索恩省，西接汝拉省，东部及东南部与瑞士接壤，东北部与贝尔福地区省接壤。
与格罗布瓦接壤的市镇（或旧市镇、城区）包括：博姆莱达姆、塞尚、富尔巴讷。

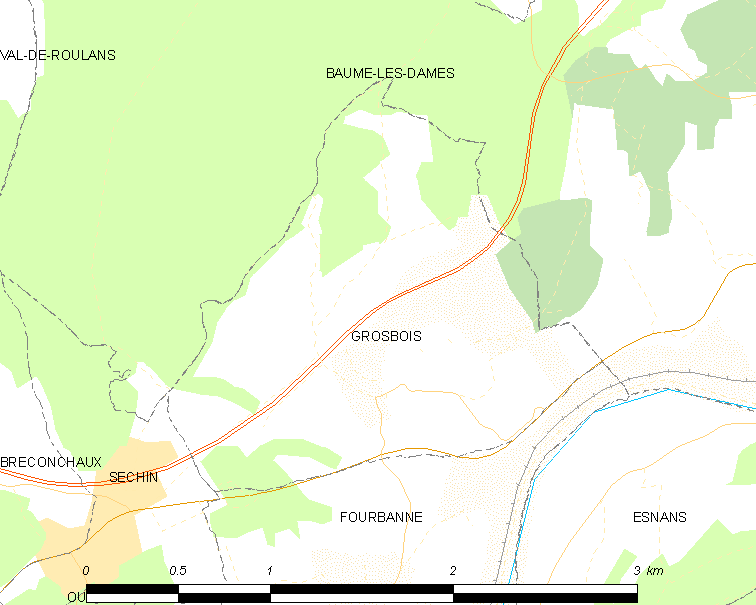
格罗布瓦的OSM定位图

格罗布瓦的时区为UTC+01:00、UTC+02:00（夏令时）。

## 行政
格罗布瓦的邮政编码为25110，INSEE市镇编码为25298。

## 政治
格罗布瓦所属的省级选区为博姆莱达姆县。

## 人口

1962-2008年间格罗布瓦人口变化图示

格罗布瓦于2022年1月1日时的人口数量为257人。